# Parc Nacional d'Øvre Pasvik
El Parc Nacional Øvre Pasvik (en noruec: Øvre Pasvik nasjonalpark, en sami septentrional: Báhčaveaji Álbmotmeahcci) és un parc nacional de Noruega, situat al sud del municipi de Sør-Varanger, al comtat de Finnmark. Amb una superfície de 119 quilòmetres quadrats, el parc nacional està dominat per la taigà siberiana, amb boscos de pi roig, llacs poc profunds i molts rius. Ja es presentaren propostes per fer un parc nacional a Sør-Varanger l'any 1936, però el parc no es va crear fins al 6 de febrer de 1970. Al principi cobria 66 quilòmetres quadrats, però es va ampliar al 29 d'agost de 2003. El parc ocupa part de la Vall de Pasvik, en què comparteix amb altres 4 zones protegides.
El parc compta amb la seva frontera occidental al llarg de la frontera amb Finlàndia-Noruega. El parc inclou molts llacs i rius. La flora i fauna són les típiques de la taigà siberiana, i inclouen algunes espècies poc comunes a Noruega. El parc és habitant per os bru i també té una gran població d'ants; la cria de rens té lloc durant l'hivern. Vuit espècies de peixos viuen en els llacs i el parc té 190 espècies de plantes amb flors.

## Geografia
El parc nacional té una superfície de 119 quilòmetres quadrats. Es troba a la part més meridional de Sør-Varanger i cobreix el sud-oest de la vall de Pasvik. La frontera occidental del parc és la mateixa de Finlàndia-Noruega. Una fita de pedra que marca el trifini entre Noruega, Finlàndia i Rússia se situa dins del parc. El parc limita amb moltes àrees protegides i amb una reserva forestal i paisatgística.
La zona és excepcionalment plana comparada amb altres indrets del país. Es compon de grans turons amb boscos, llacs i nombrosos estanys. El terreny està cobert d'un bosc madur de pi roig, entre d'altres. El parc s'eleva lleugerament cap a l'oest. El clima és sec, amb una mitjana de 350 mil·límetres de precipitació per any. Els hiverns són freds, amb temperatures de més de -45 °C. Hi ha 60 dies de foscor total a l'any. A causa del terreny pla, amb extensos boscos i pocs turons, és fàcil perdre's al parc; els llacs i rierols són els únics mitjans d'orientació. El punt més alt és el Kolfjellet, de 260 metres msnm.
Un 20% del parc està cobert de llacs. Tot el parc es drena a través de dos afluents del riu Pasvik; l'Ellenvatn i l'Ødevatn. L'Ellenvatn és el llac més gran del parc. Molts dels llacs més petits s'estan plens de torba, un procés de fusta va començar al final de l'últim període glacial.

## Fundació

Mapa dels parcs nacionals de Noruega, entre els quals hi ha l'Øvre Passvik (n. 36).

L'any 1936 es proposà fer un parc nacional a la Vall de Pasvik, sense èxit. No obstant, 40 anys després el govern donà el permís i el parc s'establí finalment el 6 de febrer de 1970, amb una àrea de 66 quilòmetres quadrats.
El centre d'informació del parc va obrir les portes l'any 2001 i el parc va ser ampliat el 23 d'agost de 2003. Les altres quatre zones protegides de la Vall de Pasvik connecten amb el parc. Des de 2011 un tauler polític local ha estat responsable de la gestió del parc.

## Flora i fauna
El parc nacional està de boscos de pi roig. Si bé hi ha bedolls, però només n'hi ha aïllats entre els pins. A l'est del parc, a la vora del llac Ødevatn, també hi ha avets. El bosc de pins al llarg de la frontera amb Finlàndia i Rússia són uns dels majors boscos originals de Noruega. Algunes espècies de plantes de taigà típiques es troben al parc, i d'altres són més pròpies de la tundra. En general, es pot comptar amb 190 espècies diferents de plantes i flors.
La fauna inclou nombroses, en cas contrari, principalment a les espècies natives de l'est, incloent aus, com el gaig siberià, el bec de serra petit, l'ocell sedós i el pinsà dels pins. El mamífer més gran del parc és l'os bru, que al parc hi concentra la població més alta de Noruega d'aquesta espècie. Altres mamífers inclouen el golut, el gos viverrí, l'ant, el ren, entre d'altres. També hi ha rosegadors rars com la musaranya de Laxmann o el Lemming de bosc, que viuen al parc.

## Recreació
No existeixen instal·lacions recreatives al parc, ni s'ha modificat el parc de cap manera per acomodar la recreació. El centre d'informació del parc es troba a Svanvik, a 40 quilòmetres al sud de Kirkenes. Per a informació per als excursionistes, el centre compta amb una pantalla i mostra les pel·lícules del parc nacional i de la seva naturalesa, la cultura i la història. L'Øvre Passvik es troba a 90 quilòmetres al sud de Kirkenes. Es pot accedir fins a l'entrada del parc en cotxe, per tres camins secundaris de la carretera nacional 885.
Tots els vehicles motoritzats estan prohibits, però se'ls permet portar canoes i altres embarcacions sense motor, així com l'esquí durant l'hivern. Caminar està permès a tot arreu. Baies i bolets poden ser collits per al seu ús personal. La caça i la pesca també es permet amb una llicència de caça o la pesca. Els gossos es poden dur, però han d'estar amb una corretja entre l'1 d'abril i el 20 d'agost. Els excursionistes han de mostrar la consideració especial pel que fa a la vegetació, la fauna i el patrimoni cultural.